# Elisabet Cifre
Elisabet Cifre (Palma, 1467 - ídem, 1542) fou una beguina mallorquina, filla il·lustre de Palma, que compta amb el seu retrat exposat a l'Ajuntament, gràcies a la seva implicació amb la societat illenca, sent una coneguda referent que impulsà el Col·legi de la Criança (també conegut com a Casa de la Criança) i participà dins els assumptes religiosos i sociopolítics de la ciutat.

## Biografia
Descendent d'una família provinent de Pollença, Elisabet Cifre va néixer el 1467 a Palma, sent la menor de cinc germans, dels quals, tres eren noies i dos foren nois. Des de ben petita s'interessà per la formació religiosa i el coneixement, fet que va motivar als seus pares a contractar un mestre que l'ensenyés a llegir i llatí.
La seva actitud modesta i sacrificada, a més de la seva gran intel·ligència i coneixements, va fer que les monges jerònimes desitgessin el seu ingrés al seu orde, donat que també tenia tendència a visions, aparicions i profecies i estava molt ben considerada entre la societat mallorquina de l'època, gràcies a la seva honestedad, bons costums i conviccions religioses. Finalment, però, Cifre va acabar regint entre l'any 1510 i el 1542 les directrius del Col·legi de la Criança, fundat pels humanistes Gregori Genovard, Jaume d'Olesa, Guillem Caldentey i Gabriel Mora, aquest últim el seu confessor i biògraf. El Col·legi va esdevenir una institució educativa femenina consolidada com a referent de les formacions morals i humanes de les noies nobles que practicaven una vida de marcat caràcter religiós. El prestigi del Col·legi de la Criança arribà fins i tot a Bugia on el rei d'aquesta ciutat va voler internar la seva filla amb l'ajuda de l'emperador Carles V, atorgant anualment uns trenta ducats en concepte d'ajuda i manutenció.
El respecte de la societat mallorquina per Sor Isabel li va proporcionar una gran autoritat en els assumptes sociopolítics dins de la ciutat, enfrontant-se als agermanants el 1521 o actuant com a intercessora dins les lluites dels diversos bàndols de l'oligarquia.
Va morir el mes de maig de 1542, deixant tots els seus béns a la Confraria de la Criança. N'era tant el respecte i reconeixement de la societat mallorquina vers Sor Elisabet que el mateix bisbe, el virrei i els jurats de Mallorca van decidir escriure al papa Pau III per tal d'aconseguir la seva canonització. Finalment però aquest procés de canonització no va arribar a bon port; però sí el consentiment papal perquè fos enterrada a la capella de Sant Bernat de la Catedral de Palma.
La seva memòria i estimació es veuen reflectides durant segles a la festa que se celebrava cada 3 de maig fins a l'any 1931 en honor del «Sant Crist d'Elisabet Cifre»

## Escrits
Tot i que existeixen molt poques dades que permeten apropar-se a la realitat de les dones beguines i mallorquines de l'època medieval, gràcies a Gabriel Mora, confessor i biògraf d'Elisabet Cifre i els seus manuscrits a manera de diàleg o monòleg, podem conèixer el miscitisme, les inquietuds i les preocupacions de Sor Isabel. També es pot descobrir en aquesta obra, que es conserva a la Biblioteca Vivot de Palma, un conjunt de descripcions que mostren la beguina com una dona humil, caritativa, pacient i comtemplativa que dedicava gairebé tot el seu temps als dejunis i les oracions. Es relaten també les visions, profecies, curacions i miracles que omplen la seva trajectòria vital i espiritual.
D'altra banda, el cronista del Regne de Mallorca Vicenç Mut escrigué una biografía d'Elisabet Cifre al 1655 amb la intenció d'accelerar i promoure la seva beatificació, com van procurar també els jurats de la Universitat de la ciutat.

## Beguinatges: Font espiritual
Els beguinatges es caracteritzen per ser centres d'espiritualitat femenina, lluny de normatives oficials, donaven espai a dones laiques que volien manifestar i viure la seva religiositat de manera més espontània i lliure sense necessitat de fer els vots o iniciar-se com a novícies. Aquesta experiència propera tant a les classes populars com a la noblesa, apareix al segle XIII a diferents ciutats com Bruixes, Amsterdam o Breda, atorgant un nou impuls al corrent cristià, recelós de canvis i d'un major protagonisme femení dins dels claustres monàstics.
Tot i que les beguines havien de guardar una sèrie de preceptes o requisits, tenien força més llibertat d'acció i moviment que no pas les companyes que estaven sotmeses als preceptes de la religiositat reglada, sent un dels millors exemples de moviments que propicià la creació d'espais propis femenins que no estaven mediatitzats ni subjectes a la subordinació dels homes. Tampoc tenien la necessitat de trencar llaços familiars, abandonar la casa en la que residien o pagar un dot per l'ingrés, fet que va facilitar que moltes dones compartissin aquest moviment religiós, independentment dels seus diners o classe social.
Tot i que el beguinatge comença a partir una forta persecució de la mà del bisbe Joan XXII fins al papa Urbà V, les beguines de ciutat de Mallorca irromperen com a força popular a la societat illenca i també a la Casa Reial de la dinastia privativa, on eren força recolzades. A més, les beguines estaven fortament lligades com a moviment a l'orde franciscà i el seu seguiment de la pobresa evangèlica, barrejant-se finalment al segle xv amb el lul·lisme gràcies a la creença que l'estat idoni per salvar l'ànima és el de la renúncia total a les riqueses temporals i la pobresa voluntària.
La principal comunitat de beguines a Mallorca va ser la de les beguines de la Terça Regla o tercecoles, que tenien com a patrona Santa Elisabet filla del rei Andreu II d'Hongria fins a l'any 1485, que van ser substituïdes en l'edifici per monges jerònimes. A partir d'aquesta data, es troben beguines per la Ciutat de Mallorca, però sense viure en comunitat.
Com a beguines importants i reconegudes a Mallorca a més d'Elisabet Cifre també cal fer referència a Ròmia Rovira i Genovard (filla del ric mercader Mateu Rovira i de Marió Genovard) i Maria Sunyer (donzella que fou inicialment beguina i després monja jerònima), entre d'altres.

## Beguinatges: Pràctiques d'educació femenina
Per poder entendre com d'important va ser la tasca d'Elisabet Cifre dins el Col·legi de la Criança, és necessari entendre com les dones de l'època medieval i en general, totes les dones independentment del seu context o temps, han sigut conscients de les greus conseqüències derivades de la inferioritat de condicions a l'hora d'accedir als coneixements considerats cultes. És per aquest motiu que la defensa de l'educació femenina esdevingué pedra angular del seu discurs.
Si delimitem una genealogia sobre les pràctiques i pensaments de les dones a l'educació femenina amb la informació existent i recuperada, aquesta comença sens dubte a l'edat mitjana, donant peu a les relacions, accions, activitats i coneixements que sorgeixen gràcies a l'aspiració de les dones vers la cultura i la instrucció formal; sent els monestirs i els convents, uns espais significatius que dotaven a les dones d'aquest coneixement intel·lectual que requerien gràcies a l'oportunitat de llegir, la vida en comú amb altres dones interessades en l'espiritualitat i l'atenció a la transcendència, i el dret d'estar soles.
Les dones que formaven aquests espais podien tenir motivacions diferents a les dels seus companys de monacat vers la institució monàstica, ja que, en el cas de les dones, accedir al monacat podia incloure també una actitud de rebel·lió que donava la possibilitat de trencar amb el rol, si més no el rol reproductiu i familiar, que la societat imposava a les dones. Així doncs, tant aquests espais de religiositat reglada com els beguinatges, van esdevenir importants centres de cultura femenina on l'accés a l'escriptura té una importància cabdal en el camp del pensament, amb la creació de les autobiografies, cròniques i obres de caràcter hagiogràfic. També possibilitaven els intercanvis epistolars, afavorint la creació i desenvolupament de xarxes de comunicació personal entre dones i una àmplia activitat de caràcter social amb signe feminista, donat que el seu nivell cultural (superior a la mitjana de la població) les permetia dedicar-se a l'educació i la instrucció.
D'altra banda com a iniciatives femenines, també cal fer referència a dones com Brianda de Mendoza, promotora de l'obertura d'un Col·legi a Guadalajara, així com les humanistes Laura Cereta o Teresa de Cartagena amb la creació d'un projecte educatiu per a les dones en el seu ambient familiar i social o també el Monestir de Puig de Pollença, una de les primeres institucions a Mallorca regentada per beguines.